# Infraljud
Infraljud är en vågrörelse, framför allt i luft, med en så låg frekvens (under 20 hertz) att den bara uppfattas av människan vid kraftiga ljudnivåer, och då i form av vibrationer.
Infraljud kan alstras av naturliga källor som strömmande luftmassor, strömmande vatten, åska och norrsken, men även av kraftverk, maskiner med mera. Infraljud genereras också av till exempel explosioner, raketstarter och överljudsflygplan.
Eftersom infraljud färdas långa distanser används infraljudsmikrofoner för att till exempel övervaka kärnvapentester (FN-organet CTBTO). I Sverige och Finland finns för detektion av infraljud ett system, som drivs av IRF i Umeå och som finns tillgängligt på webben . Med hjälp av tre infraljudsmikrofoner utplacerade på platser som Skellefteå, Kiruna, med flera, kan riktningen till en infraljudskälla bestämmas och genom triangulering kan positionen för källan lokaliseras. På detta sätt kan man följa överljudsflygplan, raketstarter etcetera, likaväl som att lokalisera exempelvis stora bränder. Även om dessa mikrofoner är specialgjorda så finns det enkla mikrofoner som detekterar ljud ner till bråkdelen av 1 Hz. Dessa kan till exempel användas som tjuvlarm, då dörrstängningar/öppningar genererar starka infraljud.
I Sverige studeras infraljud vid KTH samt vid institutet för rymdfysik som har ett för allmänheten tillgängligt system för lokalisering av infraljud.

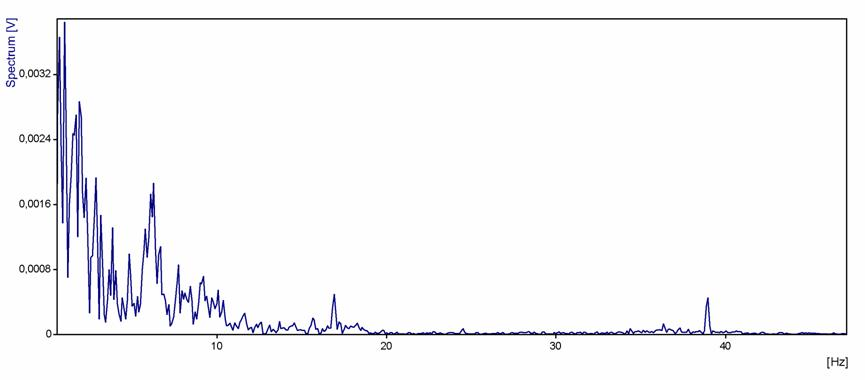
FFT av infraljudsinspelning